# PLZ-05
PLZ-05 ili Type 05 je obitelj naprednog samohodnog topništva kalibra 155 mm koje je razvijeno za potrebe kineske kopnene vojske kako bi zamijenilo postojeći 130 mm top M1954 (M-46) odnosno kinesku kopiju Type 59-1. Oružje je službeno predstavljeno u srpnju 2007. u Vojnom muzeju Kineske narodne revolucije povodom 80. obljetnice kineske vojske.
Razvoj novog samohodnog topništva je započeo sredinom 1990-ih dok je 2003. proizveden prvi prototip.
Kao glavno naoružanje PLZ-05 koristi 155 mm top te strojnicu kalibra 12,7 mm. Samohodno topništvo može prenijeti 30 topničkih granata te 500 metaka za strojnicu. Vozilo koristi laserski daljinomjer te po četiri bacače dimnih kutija sa svake strane vozila. Njima se posada može zaštititi od protutenkovskih projektila.
Razvijena su dva modela samohodnog topništva:
- PLZ-04 (Type 04): 155 mm samohodno topništvo s cijevi dužine 52 kalibra koje je ponuđeno inozemnom tržištu.
- PLZ-05 (Type 05): snažnije 155 mm samohodno topništvo s cijevi dužine 54 kalibra koje je namijenjeno samo kineskoj vojsci.

## Razmještaj PLZ-05
2012. godine kineska vojska je raspolagala s najmanje 240 topničkih vozila koja su razmještena na sljedeći način:
- Vojna regija Peking (ukupno 72 vozila)
  - 38. vojna grupa, 6. topnička brigada, 3. i 4. bojna (36 vozila)
  - 38. vojna grupa, 112. mehanizirana pješačka divizija, topnička pukovnija, 1. i 2. bojna (36 vozila)
- Vojna regija Guangzhou (ukupno 72 vozila)
  - 41. vojna grupa, 123. mehanizirana pješačka divizija, topnička pukovnija, 2. i 5. bojna (36 vozila)
  - 42. vojna grupa, 124. amfibijska mehanizirana pješačka divizija, topnička pukovnija, 1. i 2. bojna (36 vozila)
- Vojna regija Shenyang (ukupno 60 vozila)
  - 39. vojna grupa, 7. topnička brigada, 1. i 2. bojna (36 vozila)
  - 39. vojna grupa, 116. mehanizirana pješačka divizija, topnička pukovnija, 1. bojna (24 vozila)
- Vojna regija Nanjing (ukupno 36 vozila)
  - 1. vojna grupa, 1. amfibijska mehanizirana pješačka divizija, topnička pukovnija, 1. i 2. bojna (36 vozila)

## Korisnici
- NR Kina: kineska vojska.

## Vanjske poveznice
- PLZ05 155mm Self-Propelled Howitzer
- PLZ-05 /Type 05
- Weapon Systems.net